# اثر بوبا/کیکی

از شرکت‌کنندگان در یک آزمایش خواسته شد بگویند به نظرشان کدام تصویر نشانگر واژه بی‌معنای «کیکی» و کدام نشانگر واژه بی‌معنای «بوبا» است.

اثر بوبا/کیکی (به انگلیسی: bouba/kiki effect) یک ارتباط‌دهی بین صداهای گفتاری و شکل‌های دیداری است. این پدیده اولین‌بار توسط وولفگانگ کهلر در سال ۱۹۲۹ در قالب مستندات علمی بیان شد. اثر بوبا/کیکی در میان دانشجویان آمریکایی، افراد تامیل‌زبان در هند، کودکان خردسال و نیز بچه‌های شیرخواره مشاهده شده‌است و در مقابل، در افرادی که به صورت مادرزادی نابینا هستند دیده نمی‌شود. در سال ۲۰۱۸ این اثر با فناوری اف‌ام‌آرآی مورد بررسی قرار گرفت.

## پژوهش‌ها
اولین بار دیمیتری اوزنادزه، روان‌شناس اهل گرجستان، در مقاله‌ای در سال ۱۹۲۴ به این اثر اشاره کرد. او آزمایشی را با ۱۰ شرکت‌کننده انجام داد. در این آزمایش، به این افراد فهرستی شامل واژگان بی‌معنا داده شد. سپس به آنها ۶ نقاشی به مدت ۵ ثانیه نشان داده شد و سپس خواسته شد از فهرست کلمات داده شده، نامی را برای هر نقاشی انتخاب می‌کردند. این پژوهشگر راهبردهای متفاوتی که شرکت‌کنندگان برای تطبیق کلمات با نقاشی‌ها به کار بردند را شرح می‌دهد و استدلال این افراد را نقل می‌کند. دیمیتری اوزنادزه همچنین موقعیت‌هایی را توصیف می‌کند که شرکت‌کنندگان بدون ارجاع به نقاشی‌های نشان‌داده‌شده، اشکال بسیار خاصی را که با کلمه‌ای بی‌معنای داده‌شده مرتبط می‌کنند و به توصیف این اشکل می‌پردازند. او نظریه چهار عاملی را مطرح می‌کند که به نحوه تعیین نام اشیاء می‌پردازد.
در مجموع ۴۲ کلمه در این آزمایش وجود داشت. در ۴۵ درصد از موارد، افراد شرکت‌کننده، برای هر نقاشی مشخص یک کلمه خاص را انتخاب کردند. برای سه نفر دیگر، این درصد ۴۰ درصد بود. اوزنادزه می‌گفت با توجه به تعداد بالای واژگان در دسترس شرکت‌کنندگان، نتیجه را نمی‌توان به حساب انتخاب تصادفی و بدون دلیل گذاشت. او حدس می‌زند که باید قواعد خاصی وجود داشته باشد که «روح انسان در فرایند نام‌گذاری از آنها پیروی می‌کند».
چند سال بعد، ولفگانگ کوهلر، روان‌شناس آلمانی-آمریکایی، در کتابی به آزمایش اوزنادزه اشاره می‌کند. او دو شکل را نشان داد و از خوانندگان پرسید که کدام شکل «تاکته» و کدام «مالوما» نامیده می‌شود. هر چند که به صراحت بیان نشده‌است، کوهلر اشاره می‌کند که ترجیح اکثر افراد، ارتباط‌دهی شکل دندانه‌دار با «تاکته» و شکل گرد با «مالوما» بود.
در سال ۲۰۰۱، ویلایانور راماچاندران و ادوارد هوبارد آزمایش کوهلر را با استفاده از دو واژه «کیکی» (kiki) و «بوبا» (bouba) تکرار کردند و از چندین دانش‌آموخته آمریکایی و گویشور تامیل در هند پرسیدند: «کدام یک از این اشکال بوبا و کدام کیکی است؟» در هر دو گروه، بین ۹۵ تا ۹۸ درصد از افراد، شکل منحنی را به عنوان «بوبا» و شکل دندانه دار را به عنوان «کیکی» انتخاب کردند که نشان می‌دهد مغز انسان، معانی انتزاعی را به شکل‌ها و صداها ارتباط می‌دهد. این دو پژوهشگر گفتند اثر کیکی/بوبا شاید به درک بهتر ما از تکامل زبان‌ها کمک کند، زیرا نشان می‌دهد نام‌گذاری اشیاء کاملاً تصادفی و بدون قاعده نیست.